# Carolabrücke (Bad Schandau)
Carolabrücke je 187 metrů dlouhý železniční most, který spojuje Wendischfähre (místní část obce Rathmannsdorf) a Krippen (místní část města Bad Schandau). Přetíná řeku Labe na říčním kilometru 11,86.

## Historie
Most byl vybudován mezi lety 1874 a 1877 na 63,3 kilometru železniční trati Budyšín – Bad Schandau. Pojmenován byl podle saské královny Caroly (1833–1907). Původně stavba sestávala z dvou částí, z nichž jedna sloužila železniční dopravě a druhá paralelně umístěná silniční dopravě. Obě nástavby spočívaly na společných pilířích a podpěrách. Po dokončení nového silničního mostu přes Labe v Bad Schandau v roce 1977 následovala roku 1985 demontáž starého silničního mostu a o rok později začala výměna a přestavba železničního mostu. Stavební práce byly dokončeny v říjnu 1990.

## Konstrukce
V říčním úseku je most složený ze tří polí, přičemž krajní měří 52,0 metrů a střední 83,2 metru. Po obou stranách na něj navazují ocelové nosníky, které nahradily původní kamenné oblouky. Jednotlivá pole měří přibližně 10 metrů, na pravém břehu jsou umístěna dvě a na levém čtyři. Hlavní nástavby byly původně tvořené ocelovými vazníky s parabolickými horními pásy, vyrobenými v hutích Königin Marienhütte v saském Cainsdorfu. Po přestavbě mostu je prostřední pole obloukové, krajní pole jsou trámové konstrukce. Konec říční části mostu označují pískovcové sloupy. V říčním úseku je světlá výška 6,53 m při nejvyšší splavné hladině vody.

## Galerie

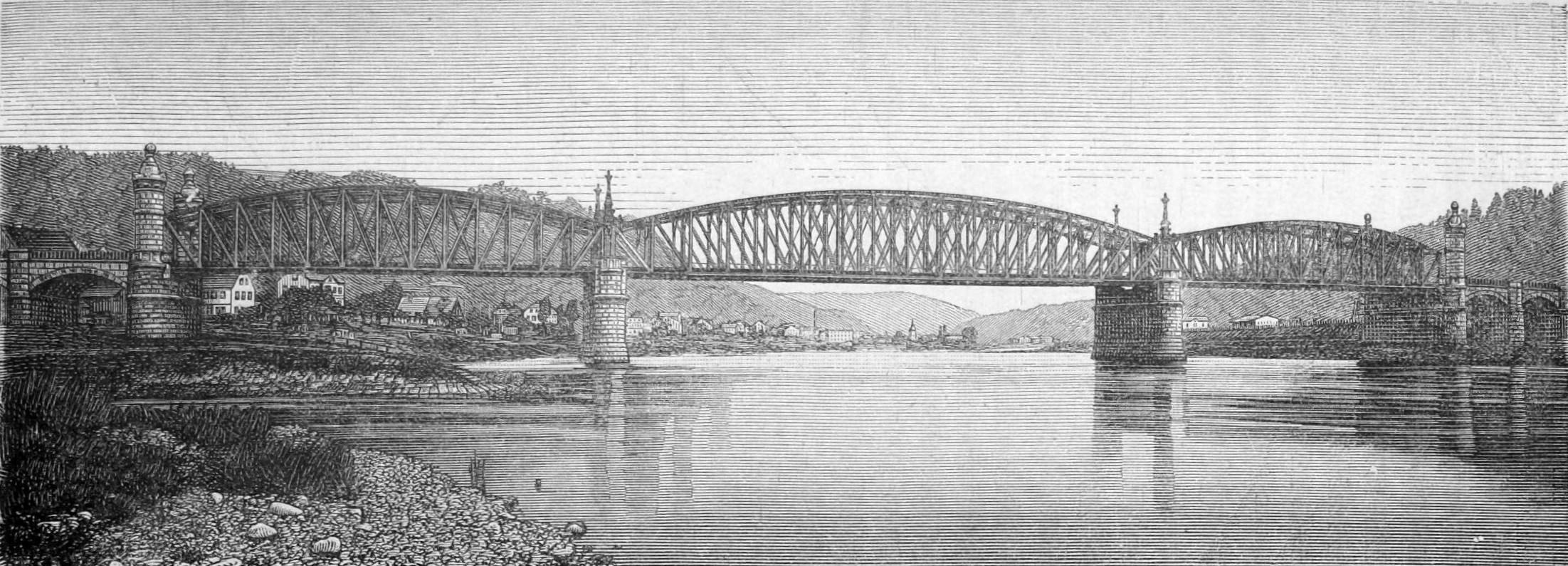
Carolabrücke krátce po otevření
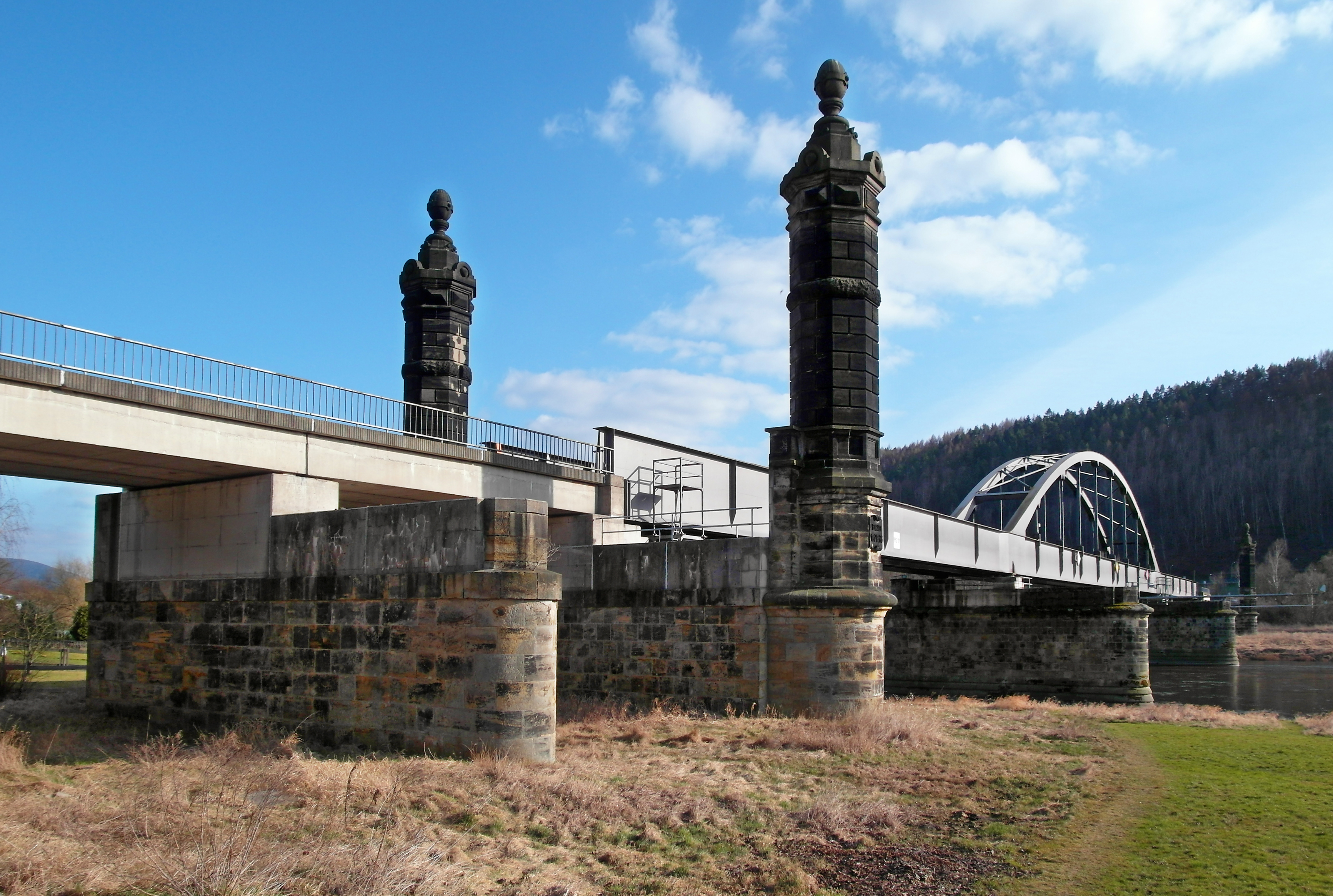
Pískovcové sloupy na mostě
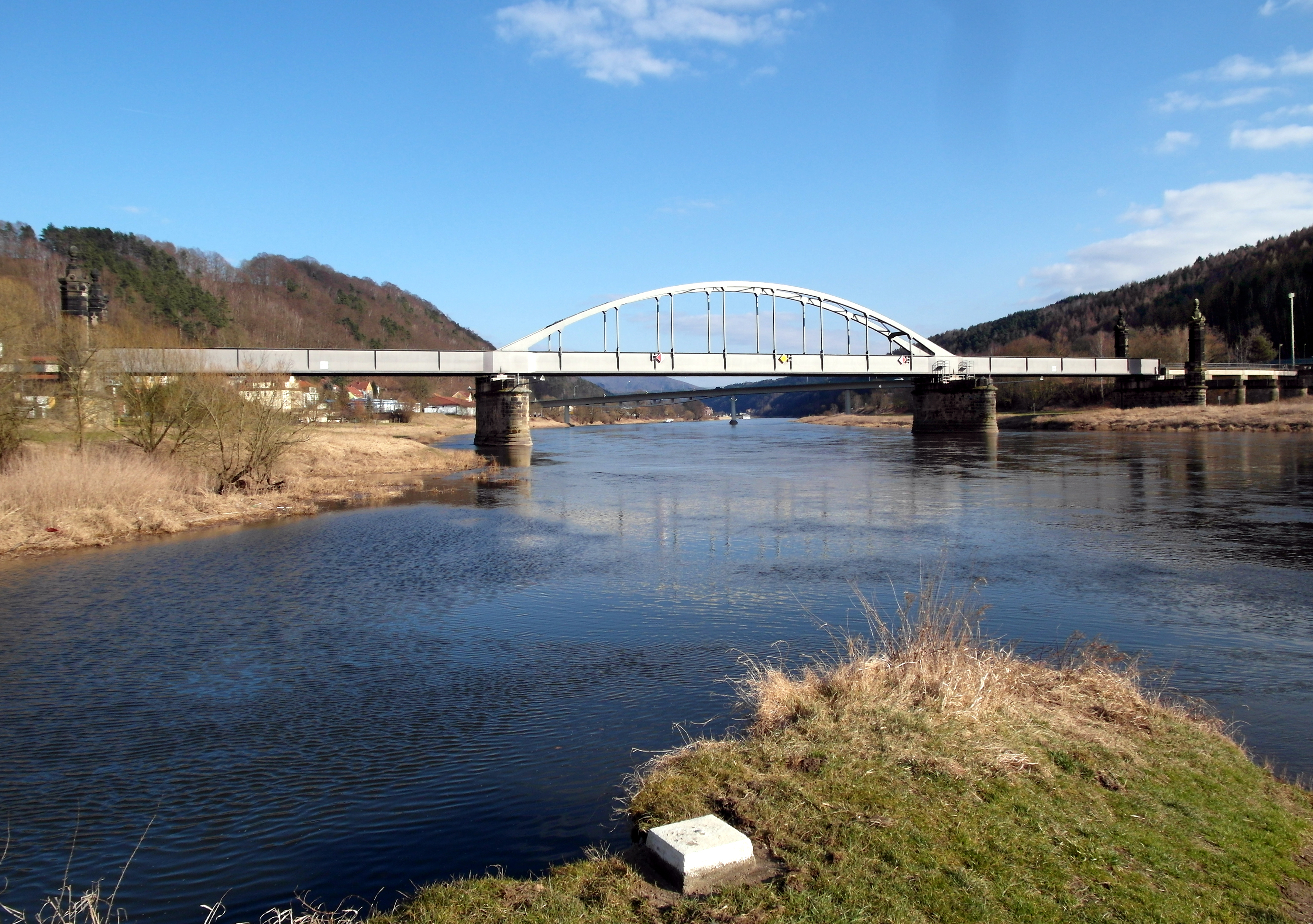
Celkový pohled